# Drama (skolämne)
Drama är ett skolämne som saknar egen kursplan i den svenska grundskolan även om ämnet nämns inledningsvis och i generella termer i läroplanen Lgr 11. I andra internationella läroplaner förekommer det ofta som ett obligatoriskt ämne, exempelvis International Baccalaureate Middle Year Program (MYP) som sedan leder till de två avslutande åren inom  International Baccalaureate Diploma Programme (DP) där man kan läsa teater.
De teoretiker inom drama som man hämtar struktur från är Brian Way för sinnesövningar, Keith Johnstone och Konstantin Stanislavskij för improvisationsövningar, samt Viola Spolin  och Augusto Boal för deras sätt att förhålla sig till pedagogiskt arbete, fokus, sidocoaching och reflektion. Drama är ett teknikämne varför innehållet i sig inte är syftet utan att behärska tekniker för att föra fram ett innehåll. Drama som metod inbegriper ofta en uppvärmning i grupp eller i cirkelövningar för att sedan övergå till tekniken man arbetar med och därefter avslutas med en avslappningsövning och reflektion över vad som har hänt. Man övar symbolspråk, kroppsspråk, retorik, improvisation, perceptuell förmåga och motorisk kontroll bland mycket annat.
Enligt Skolverket stärker drama elevers språk, sociala interaktion och självförtroende. I Sverige kan drama och rörelse även ingå i skolämnet musik.